# アメリカ合衆国第7巡回区控訴裁判所

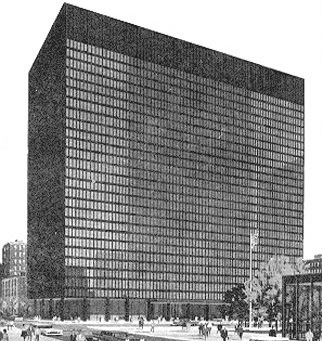
第7巡回区控訴裁判所が入居するダークセン連邦ビル。

控訴裁判所及び地方裁判所の管轄区域（7番は当該巡回区控訴裁判所の管轄区域を示す）

アメリカ合衆国第7巡回区控訴裁判所（アメリカがっしゅうこくだいしちじゅんかいくこうそさいばんしょ、United States Court of Appeals for the Seventh Circuit、判例引用:7th Cir.）は、イリノイ州、インディアナ州、ウィスコンシン州の下級裁判所で審理された事件の控訴裁判を行う連邦裁判所。イリノイ州シカゴのダークセン連邦ビルに本部を置く。全米に13存在する合衆国控訴裁判所の1つであり、11人の判事からなる。
この裁判所は、意見を述べたり議論を行うことが出来るウィキやRSSフィードなどの一風変わったインターネットコンテンツを提供している。法と経済学を専門とするフランク・イースターブルックが判事を務めていることでも知られる。リチャード・アレン・ポズナーも2017年に引退するまで判事を務めていた。